# Eva Kotvová
Eva Kotvová (rozená Vopatová, * 5. února 1948 Ústí nad Orlicí) je česká tanečnice, bývalá dramaturgyně redakce zábavy, bývalá moderátorka zpravodajství Československé televize a podnikatelka. Byla třináctinásobnou mistryni Československa ve společenském tanci.

## Životopis
Po úspěšném absolvování Fakulty žurnalistiky Univerzity Karlovy v roce 1973 začala pracovat v Československé televizi jakožto redaktorka, krátce na to se stala první ženou – televizní hlasatelkou a moderátorkou tehdejších Televizních novin.

## Taneční kariéra
V taneční kariéře dosáhla těchto úspěchů:
- Osminásobná mistryně Československa (ČSSR) v latinskoamerických tancích v letech 1970 až 1977
- Šestinásobná mistryně Československa ve standardních tancích v letech 1973 až 1978
- Mnohonásobná mistryně ČSR.